# Campo de Daroca
Campo de Daroca – comarca w Hiszpanii, w Aragonii, w prowincji Saragossa, w obszarze gór Iberyjskich. Stolicą comarki jest Daroca. Comarca ma powierzchnię 1117,9 km². Mieszka w niej 6493 obywateli.

## Gminy
- Acered
- Aldehuela de Liestos
- Anento
- Atea
- Badules
- Balconchán
- Berrueco
- Cerveruela
- Cubel
- Las Cuerlas
- Daroca
- Fombuena
- Gallocanta
- Herrera de los Navarros
- Langa del Castillo
- Lechón
- Luesma
- Mainar
- Manchones
- Murero
- Nombrevilla
- Orcajo
- Retascón
- Romanos
- Santed
- Torralba de los Frailes
- Torralbilla
- Used
- Val de San Martín
- Valdehorna
- Villadoz
- Villanueva de Jiloca
- Villar de los Navarros
- Villarreal de Huerva
- Villarroya del Campo